# 普法芬霍芬
普法芬霍芬（德語：Pfaffenhofen，德語發音：[pfafn̩ˈhoːfn̩] ⓘ）是德国巴登-符腾堡州的市镇，属于斯图加特行政区海尔布隆县。该市镇总面积为12.10平方千米，截至2023年12月31日总人口为2,569人。